# G. David Low
George David Low, född 19 februari 1956 i Cleveland, Ohio, död 16 mars 2008, var en amerikansk astronaut uttagen i astronautgrupp 10 den 23 maj 1984.
Orbital ATK:s rymdfarkost Cygnus Orb-D1 var uppkallad efter honom.

## Rymdfärder
- STS-32
- STS-43
- STS-57